# Піратський метал
Піратський метал (анг. Pirate metal) — різновид важкого металу , що відрізняється зверненням до піратської тематики та використанням піратського жаргону. У музичному відношенні піратський метал близький треш-металу,  спід-металу  або фолк-металу , інколи включає традиційне звучання, як-от морські нетрі. Народні інструменти, такі як концертина, можна використовувати або імітувати за допомогою синтезаторів.  Учасники групи часто одягаються в старовинні костюми під час виступів, і відвідувачі концертів також можуть це робити.  ЗМІ іноді називають піратський метал музичною сценою.

## Історія та відомі гурти
Найперший приклад піратського металу з’явився в 1987 році, коли німецький хеві-метал гурт Running Wild випустив свій третій альбом Under Jolly Roger.  За словами Рольфа Каспарека, соліста та гітариста Running Wild, піратська тема альбому не була запланована.   Натомість він виріс із заголовної пісні альбому.  Згодом обкладинку альбому було змінено відповідно до назви, а також розроблено декорації та костюми для майбутніх концертів. Піратська лірика також стала способом передачі політичного повідомлення гурту, оскільки використання ними диявола як символічної фігури було неправильно зрозуміле на їхньому першому альбомі Gates to Purgatory. 
Рольф Каспарек почав читати про піратів і, знайшовши «все дуже цікавим», включив ці мотиви в їхню музику. Тематика була розширена під час репетицій  для четвертого релізу - Port Royal, і їх фірмовий стиль був посилений.
Незважаючи на те, що Каспарек більше цікавився справжньою історією Золотого віку піратства , піратський метал зрештою був натхненний більшою мірою неточностями, вигаданими  або зображеними в романах і голлівудських фільмах.
У 2006 році, після дворічної перерви, соліст Крістофер Боуз і Гевін Харпер реформували свій гурт Battleheart і Napalm Records підписали з ними лейбл, і їм було наказано змінити назву; Боуз і Харпер легко домовилися і зупинилися на назві - Alestorm. 
Swashbuckle — ще один гурт під назвою «піратський метал», відомий своїм іміджем пірата та гумористичними сценічними виступами. 
Dread Crew of Oddwood — музична група з Сан-Дієго, яка виконує акустичний фолк-метал на піратську тему.
Storm Seeker — німецький піратсько- фолк-метал- гурт із Дюссельдорфа та Нойса .